# When All Is Said And Done
«When All Is Said And Done» (en español: «Cuando todo está dicho y hecho») es una canción y sencillo que publicó el grupo sueco ABBA sólo en algunos países en octubre de 1981, siendo uno de sus últimos trabajos como banda.
La canción está incluida en su octavo álbum de estudio titulado The Visitors, de 1981.

## La canción
Fue escrita por Benny y Björn, y grabada el 16 de marzo de 1981, en los estudios de Polar Music en Estocolmo.
Las letras de la canción hablan de la forma en que alguien toma su ruptura sentimental: un suceso que tenía que pasar y que su vida tiene que seguir, andando a pesar de tener el corazón roto. Este tema viene incluido en el álbum The Visitors como la pista número 3.
Como fue el caso de "The Winner Takes It All", Björn escribió la letra de la canción inspirado en el reciente divorcio de Benny y Frida, ocurrido hacía menos de un mes. Más tarde Frida diría: "Toda mi tristeza fue capturada en la canción".
Desde que la canción fue grabada siempre se le vio con potencial de convertirse en sencillo, al menos hasta que "One of Us" fue grabada. La mayoría de las compañías discográficas del grupo estuvieron de acuerdo con que "One Of Us" sería mejor como sencillo, a pesar de que ya se había filmado el video de "When All Is Said And Done".
Sólo Atlantic y RCA no estuvieron de acuerdo y lanzaron "When All Is Said And Done" en algunos países. En Estados Unidos se convirtió en el último sencillo de ABBA dentro del Top 30, mientras en México y Australia el sencillo tuvo menos éxito y se colocó en el número 29 y en el número 81, respectivamente.
En el 2008, la canción fue incluida como banda sonora de la película del musical Mamma Mia!, basado en las canciones de ABBA.

## Soldiers
Soldiers (Soldados) fue el lado B del sencillo. Fue grabada el 20 de agosto de 1981, en los estudios de Polar Music, llamada primeramente "15:e Oktober-låten" y "Peasants". La canción habla sobre las cosas que tienen que hacer los soldados para sobrevivir en la guerra. Este tema viene incluido en el álbum The Visitors como la apista número 4.
En Estados Unidos el lado B fue "Should I Laugh Or Cry" y en México fue The Visitors (Crackin' Up).

## El vídeo
Las imágenes iniciales del video de When All Is Said And Done fueron hechas en el archipiélago de Estocolmo, y en la ciudad se hicieron las escenas en las que los miembros del grupo voltean hacia atrás. Fue hecho el 29 de agosto de 1981, siendo dirigido por Lasse Hallström. Actualmente está disponible en The Definitive Collection (DVD), y en ABBA: 16 Hits.
El video de No Hay A Quien Culpar es una copia casi exacta del video de When All Is Said And Done. Fue hecho el 27 de noviembre de 1981 y fue dirigido por Lasse Hallström. La única diferencia es de que se hizo después de que Frida se hiciera su nuevo corte de cabello. Actualmente sólo está disponible como bonus tracks de los DVD de The Definitive Collection (DVD) y The Complete Studio Recordings.

## No Hay A Quien Culpar
La letra de la tradujeron Mary y Buddy McCluskey. Fue grabada en 24 de noviembre de 1981, en los estudios de Polar Music, grabada primeramente en inglés. La canción habla sobre cuando una pareja se separa lo deben de tomar con seriedad y no intentar culpar a nadie. La canción salió por primera vez en la versión de The Visitors para su venta en Latinoamérica, y fue publicada en el disco ABBA Oro como la pista número 14.
Debido a su poca extensión, "No Hay A Quien Culpar", no se tienen registros exactos sobre su aparición en los charts, pero por lo general se dice que entró al Top 30 de las listas mexicanas. Más tarde, en ese mismo país, la canción sería el lado B de Head Over Heels.

## Posicionamiento
| Lista                                     | Posición |
| ----------------------------------------- | -------- |
| México Lista de Sencillos Internacionales | 1        |
| Canadá RPM Adult Contemporany Chart       | 1        |
| E.U. Billboard Hot Dance Club Play Chart  | 8        |
| Polonia Top 40 Trójka Radio Chart         | 1        |
| E.U. Billboard Adult Contemporany Chart   | 1        |
| Billboard Hot 100                         | 3        |
| E.U. Top 100 Cashbox Singles Chart        | 5        |
| E.U. Top 100 Record World Singles Chart   | 1        |
| Australia Top 100 ARIA Singles Chart      | 5        |

### Listas de fin de año
| País                      | Posición | Año  |
| ------------------------- | -------- | ---- |
| Estados UnidosDance chart | 32       | 1981 |